# Ernst Heinrich von Suhm
Ernst Heinrich von Suhm (* 4. September 1668; † 1. Januar 1729 in Dresden) war ein dänischer Oberst, dann kursächsischer und polnischer Generalmajor.

## Leben
Ernst Heinrich von Suhm entstammte der dänischen Adelsfamilie Familie Suhm und war ein Sohn des königlich dänischen Staatsrats und Amtsverwalters in Pinneberg, Heinrich von Suhm (1636–1700), und der Margareta Dorothea von Felden (1648–1711). Seine Brüder waren u. a. der dänische Admiral Ulrik Frederik von Suhm (1686–1758) und der kursächsische Diplomat Burchard von Suhm (1668–1729). Er blieb unvermählt.
Er ging um 1690 zunächst als Fähnrich in französische Dienste, kämpfte danach 1691 in Italien und 1693 in Spanien. Aber 1694 wechselte er dann als Kapitän in dänische Dienste, erhielt aber noch im gleichen Jahr eine Kompanie in kaiserlichen Diensten. Mit dieser kämpfte er in Ungarn. Anschließend kehrte er nach Dänemark zurück und erhielt 1698 ein Kompanie in der Leibgarde. 1708 ging er als Oberstleutnant im Rahmen des Spanischen Erbfolgekriegs nach Brabant, wurde dort 1711 Oberst und blieb dort bis Ende des Krieges 1714. Anschließend kämpfte er 1715 im Nordischen Krieg vor Stralsund. Im Rang eines Obersts nahm er an der Besetzung Vorpommerns teil, führte 1716 eine der 24 Kompanien des Karlschen Regiments, welches in Stralsund Quartier nahm. 1717 wurde er mit vier Kompanien des Regiments Praetorius nach Greifswald verlegt, wo er ab November selben Jahres als Kommandant der dortigen Garnison vorstand. Während seines Aufenthalts in Vorpommern, prozessierte er in den Jahren 1716–1720 erfolgreich um die Zuhm’schen Familiengüter Marlow und Trockendorf, die er 1722 in Besitz nehmen konnte und später seinem Neffen Ulrich Friedrich von Suhm vererbte.
1723 wechselte er als Hofmeister in die Dienste des Herzogs von Holstein-Glücksburg, den er aus dem Feldzug in Brabant kannte. Um 1728 muss er dann in kursächsische Dienste gewechselt sein, da er von August dem Starken, dessen Mutter dänische Prinzessin war, in den Rang eines Generalmajors befördert wurde, verstarb jedoch wenig später in Dresden, wo er auch am 4. Januar 1729 bestattet wurde.